# Дьенбьенфу (аэропорт)
Аэропорт Дьенбьенфу (вьет. Sân bay Điện Biên Phủ, ИАТА: DIN, ИКАО: VVDB) — вьетнамский коммерческий аэропорт, расположенный в городе Дьенбьенфу на северо-западе страны. Аэропорт обслуживает пассажиров провинции Дьенбьен, а также соседних провинций Лайтяу и Шонла. Отсюда выполняются регулярные рейсы в Ханой и Хошимин.

## История
Аэродром Дьенбьенфу, первоначально называвшийся Мыонгтхань (вьет. Mường Thanh), был построен французскими колонизаторами для снабжения своей группировки войск в этом регионе. В 1954 году полёты самолётов Fairchild C-119 из Катби и Зялая были основной линией снабжения французских войск во время битвы при Дьенбьенфу. Вьетнамская армия силами 312, 308, 316, 304 и 351 дивизий взяла аэродром 22 апреля 1954 года.
После этого аэродром находился под контролем вьетнамских военных. Существовала служба гражданской авиации, но аэродром практически не эксплуатировался. Он был восстановлен в 1973 году, в рамках подготовки к празднованию 20-летия победы над французской армией. После этого аэропорт был ещё несколько раз модернизирован, в 1994 году построена взлётно-посадочная полоса размером 1830×30 метров, в 2004 году открыт терминал площадью 2200 м². Пропускная способность достигла 300 тысяч пассажиров в год.
В 2023 году проведена масштабная реконструкция, удлинена и расширена взлётно-посадочная полоса, с обеих сторон построены концевые полосы торможения и разворотные площадки, расширен пассажирский терминал. Аэропорт подготовлен для приёма самолётов Airbus A320 и аналогичных.

## Инфраструктура
Аэропорт имеет терминал площадью 4270 м², взлётно посадочную полосу размером 2400×45 метров, одно стояночное место для самолётов класса ATR 72 и три для более крупных A320. Пропускная способность аэропорта — 500 тысяч пассажиров в год.

## Галерея

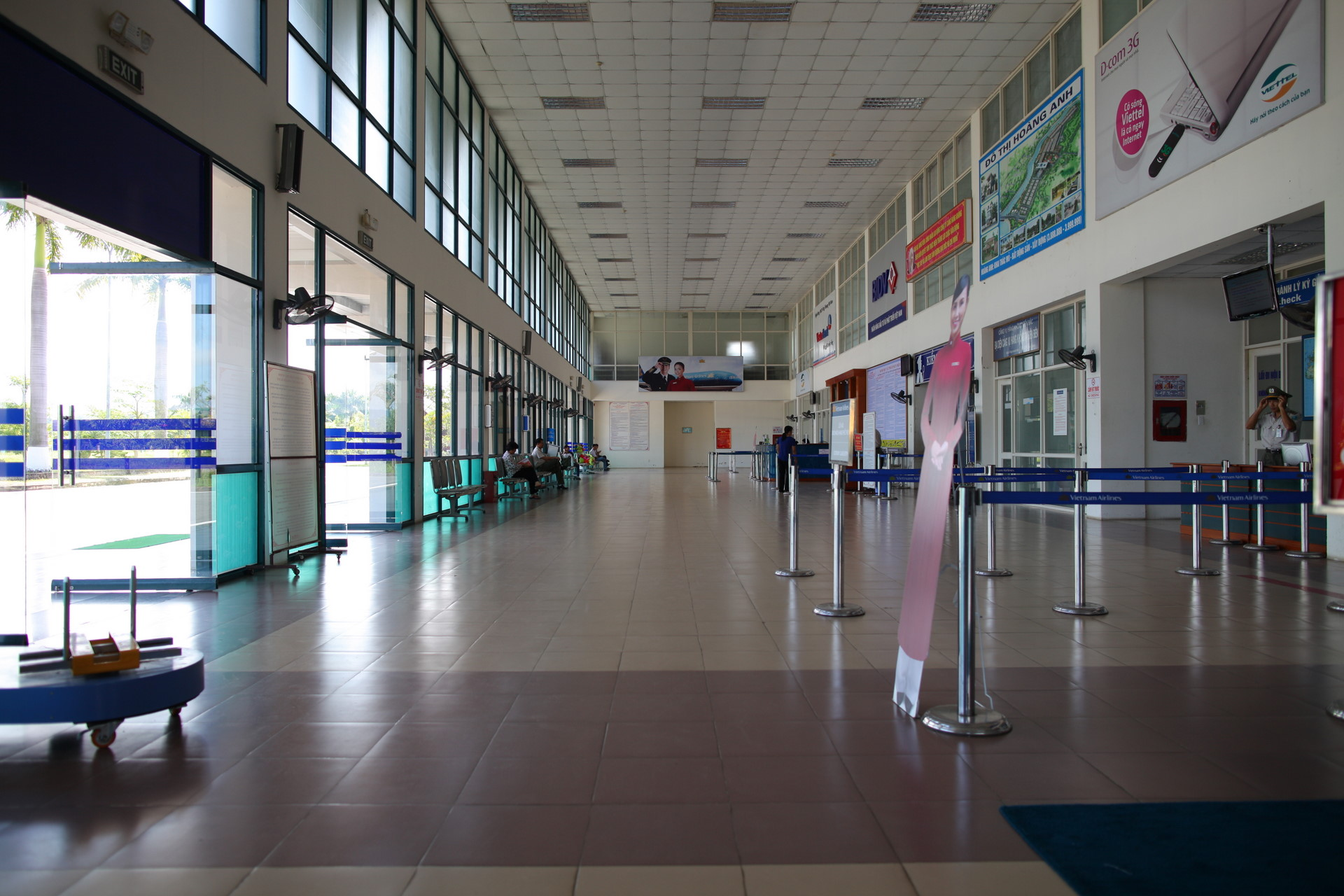
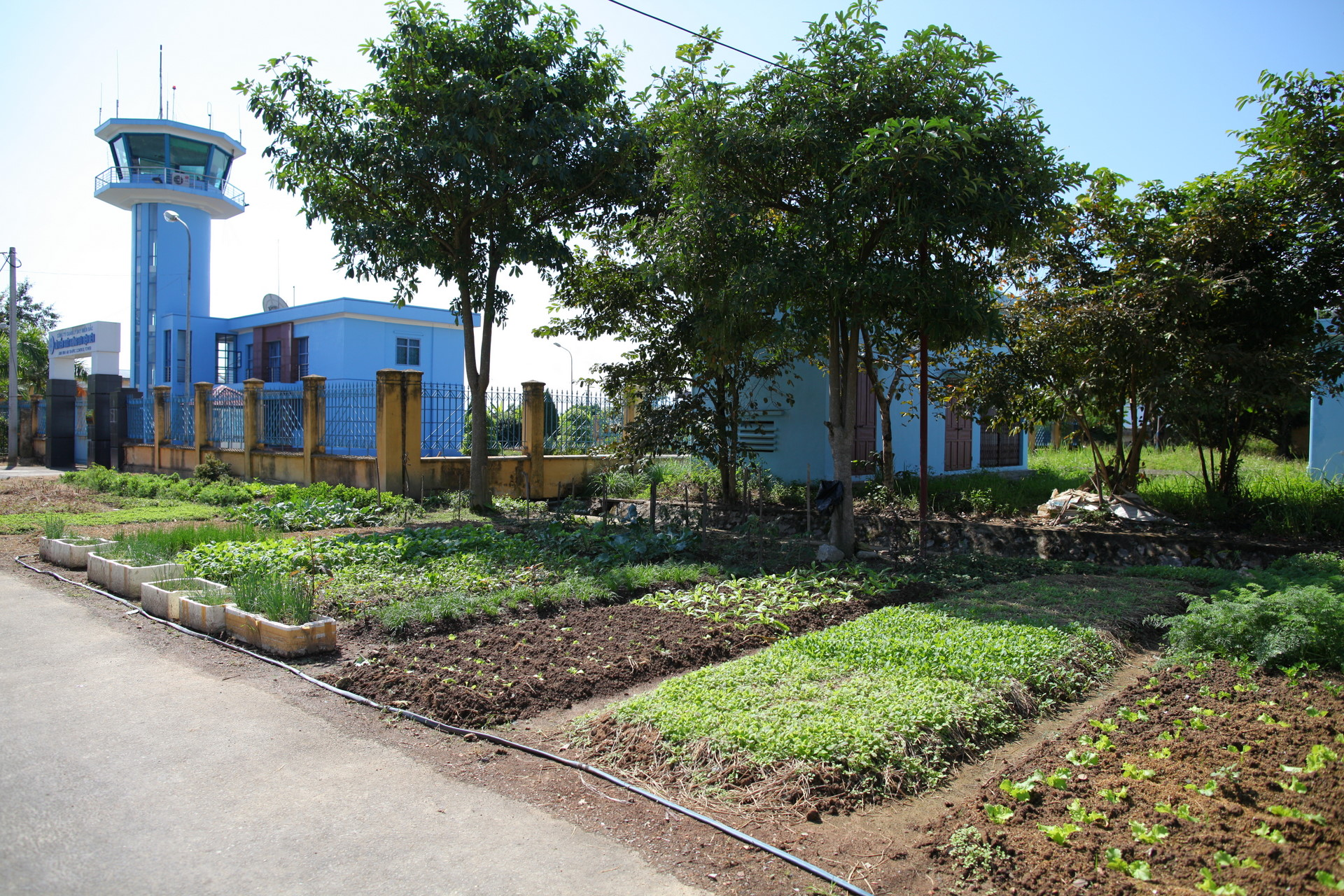
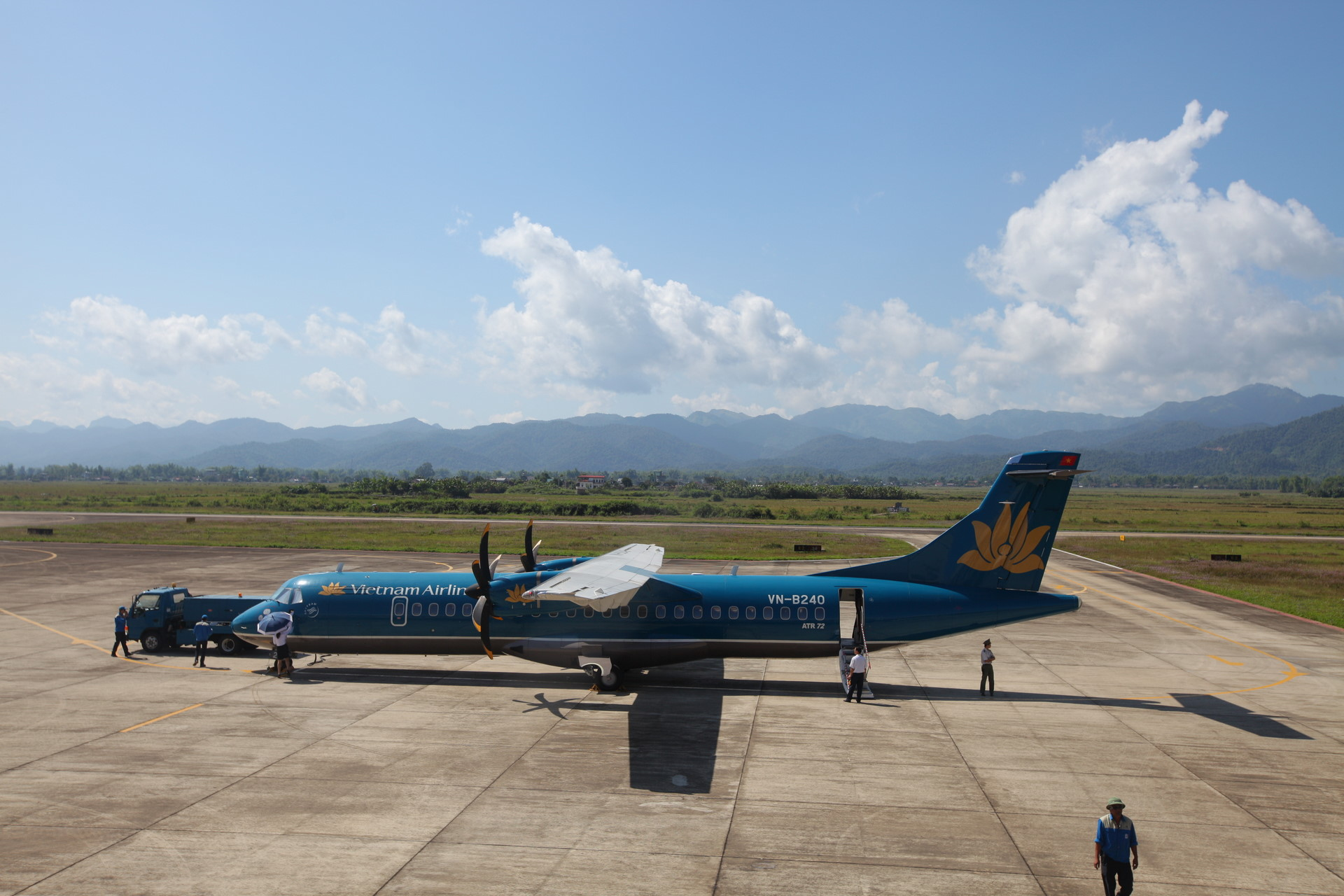